# 罗伯特·库克 (音响工程师)
罗伯特·奥斯卡·库克（英語：Robert Oscar Cook，1903年9月27日—1995年11月19日），美国音频工程师。他曾3次提名奥斯卡最佳音响效果奖。自1977年至1946年间，他曾参与近100部电影的制作。

## 精选影视作品
- 爸爸爱妈妈（英语：The Parent Trap (1961 film)） (1961)[1]
- 土包子游巴黎（英语：Bon Voyage! (1962 film)） (1962)[2]
- 欢乐满人间 (1964)[3]